# Cingulata
Los cingulados (Cingulata, del latín cingula "cinturón") son un orden de mamíferos placentarios naturales del continente americano cuyas especies son llamadas armadillos. Las familias Dasypodidae y Chlamyphoridae son las únicas que sobreviven hoy en día.

## Características
Los cingulados se han separado poco del plan ancestral placentario, y son un grupo muy antiguo, ya diferenciado en el Paleoceno. Las especies actuales son nocturnas y cavadoras y están protegidas por placas óseas en la piel cubiertas por escudos córneos; algunos géneros pueden enrollarse en forma de bola. Los dientes son numerosos (hasta 25 en cada mandíbula), simples, cilíndricos y uniformes, sin esmalte y con raíces abiertas y crecimiento continuo. Son insectívoros y omnívoros necrófagos.

## Armadillos gigantes
Durante el Pleistoceno y períodos anteriores, además de los modernos armadillos existieron también armadillos gigantes, como los gliptodontos, que se diferenciaron en el Eoceno Superior y que tenían un cráneo y un caparazón formado por muchas piezas pequeñas fusionadas y, en ocasiones, una cola en forma de maza. Muestran una notable convergencia con las tortugas y algunos dinosaurios (anquilosaurios).

## Clasificación
El orden Cingulata se clasifica como sigue. Solo se indican los géneros actuales.
Orden Cingulata
- Familia †Pampatheriidae: 
  - Género †Holmesina
  - Género †Kraglievichia
  - Género †Machlydotherium
  - Género †Pampatherium
  - Género †Plaina
  - Género †Scirrotherium
  - Género †Vassallia
  - Género †Yuruatherium
- Familia Dasypodidae: 
  - Subfamilia Dasypodinae
    - Género Dasypus
    - Género †Stegotherium
- Familia Chlamyphoridae: 
  - Subfamilia Chlamyphorinae:
    - Género Calyptophractus
    - Género Chlamyphorus

  - Subfamilia Euphractinae: 
    - Género Chaetophractus
    - Género †Doellotatus
    - Género Euphractus
    - Género †Macroeuphractus
    - Género †Peltephilus
    - Género †Proeuphractus
    - Género †Paleuphractus
    - Género Zaedyus

  - Subfamilia †Glyptodontinae: 
    - Género †Doedicurus
    - Género †Glyptodon
    - Género †Glyptotherium
    - Género †Hoplophorus
    - Género †Panochthus
    - Género †Parapropalaehoplophorus
    - Género †Plaxhaplous

  - Subfamilia Tolypeutinae: 
    - Género Cabassous
    - Género †Kuntinaru[4]
    - Género Priodontes
    - Género Tolypeutes

  - Incertae sedis: †Pachyarmatherium